# Кафявоглава потапница
Кафявоглавата потапница (Aythya ferina) е представител на семейство Патицови, разред Гъскоподобни, със средни размери и плътно набито телосложение. Тежи между 700 и 1100 g. Дължина на тялото 48–55 см, размах на крилете около 75 cm. Изразен полов диморфизъм. Има също, сезонен и възрастов диморфизъм. Мъжкият в брачно оперение е с трицветна окраска. През другите сезони наподобява женската, която е кафява с по-тъмни гърди и по-тъмна горна част на главата. При двата пола липсва крилно огледало. Младите приличат на женската. Плува и се гмурка добре. Излита тежко, лети бързо и шумно.
Единствената потапница, която преди гмуркане подскача над водата.

## Разпространение
Разпространена в Европа и Азия, среща се и в България.
Обитава сладководни езера, блата или бавно течащи реки, гъсто обрасли с водна растителност.
Рядко, но се среща и в полусолени води и морски крайбрежия.

## Начин на живот и хранене
Храни се с растителна и животинска храна: дребни мекотели, личинки на насекоми, ракообразни.

## Размножаване
Гнездото си построява винаги в непосредствена близост до водата, често пъти на малки островчета или купчини стара тръстика. Снася от 6 до 15 едри зеленикави яйца с размери 62 х 44 mm и маса средно 66 g. Мъти 24–28 дни само женската. Малките се излюпват достатъчно развити за да могат да се придвижват и хранят самостоятелно.

## Допълнителни сведения
На територията на България е защитен вид включен в Червената книга.